# Matt Baldwin
Matt Baldwin (ur. 3 maja 1926 w Blucher, zm. 8 kwietnia 2023) – kanadyjski curler, trzykrotny mistrz kraju.

## Curling
Baldwin pięciokrotnie sięgał po tytuł mistrza Alberty. Po raz pierwszy dokonał tego w 1954. Na MacDonald Brier reprezentanci tej prowincji wywalczyli złote medale przegrywając tylko jeden mecz. Baldwin został wówczas najmłodszym skipem, który zdobył mistrzostwo Kanady. Po dwóch latach ponownie wystąpił na the Brier. W turnieju rozgrywanym w Montcon jego zespół wygrał i przegrał po 5 spotkań i uplasował się na 6. pozycji.
W MacDonald Brier 1957 ekipa Baldwina była niepokonana i zdobyła tytuł mistrza Kanady wygrywając 10 meczów z rzędu. W 1958 zespół z Alberty obronił 1. miejsce, by tego dokonać Baldwin pokonał w meczu tie-breaker Terry’ego Braunsteina.
Po raz ostatni wystąpił na Brier w 1971. Tam uzyskał 6. miejsce wygrywając 5 meczów. Matt nigdy nie wystąpił na mistrzostwach świata, które rozgrywane są od 1959.

### Drużyna
|           | Czwarty      | Trzeci        | Drugi          | Otwierający        |
| --------- | ------------ | ------------- | -------------- | ------------------ |
| 1970/1971 | Matt Baldwin | Tom Kroeger   | Rick Cust      | Reg Van Wassenhove |
| 1957/1958 | Matt Baldwin | Jack Geddes   | Gordon Haynes  | Bill Price         |
| 1956/1957 | Matt Baldwin | Gordon Haynes | Art Kleinmeyer | Bill Price         |
| 1955/1956 | Matt Baldwin | Gordon Haynes | Art Kleinmeyer | Bill Henning       |
| 1953/1952 | Matt Baldwin | Glenn Gray    | Pete Ferry     | James Collins      |

## Życie prywatne
Baldwin wychował się w Saskatchewan, tam studiował na University of Saskatchewan. W 1948 przeniósł się do Alberty, kontynuował naukę na Uniwersytecie Alberty w Edmonton by w 1950 uzyskać tytuł inżyniera naftownictwa. Ze swoim kolegą Georgeem Knollem założyli firmę Baldwin and Knoll, która była przez ponad 3 dekady jednym z największych dostawców i operatorów wież wiertniczych. Baldwin zasiadał także w zarządzie Canadian Association of Oilwell Drilling Contractors, był założycielem i wieloletnim dyrektorem Alberta Energy Company Ltd.

## Galerie sławy
Baldwin został włączony do wielu galerii sław dzięki swoim osiągnięciom sportowym, jak i działaniom w sferze rozwoju kanadyjskiego naftownictwa.
- 1973 – Canadian Sports Hall of Fame[3]
- 1976 – Edmonton Hall of Fame[10]
- 1980 – Alberta Sport Hall of Fame & Museum[11]
- 1994 – University of Alberta Sports Wall of Fame[8]
- 1995 – Saskatchewan Petroleum Industry Hall of Fame[9]
- 2000 – Canadian Petroleum Hall of Fame[9]